# Pacifia goddardi
Espèce
Synonymes
- Flabellina goddardi Gosliner, 2010[1]

Pacifia goddardi est une espèce de nudibranches de la famille des Flabellinidés.

## Découverte
En 2008, un spécimen est observé et collecté par le biologiste marin Jeff Goddard sur une plage de Santa Barbara, en Californie,. Goddard conserve le spécimen quelques jours dans son laboratoire et assiste à la ponte des œufs. Il envoie l'holotype à Terrence M. Gosliner (d) de la California Academy of Sciences ; ce dernier effectue la description en 2010 et nomme l'espèce d’après son découvreur,.

## Distribution et habitat
L'espèce Pacifia goddardi n'a été observée que dans la localité type, c'est-à-dire celle où elle a été vue pour la première fois, Carpinteria State Park, à Santa Barbara. Ce nudibranche vit sur l'estran, notamment dans des mares résiduelles.

## Description
Le spécimen étudié mesure environ 15 mm. Le corps est blanc translucide, les glandes digestives de couleur saumon sont visibles à l'intérieur des cérates. L'extrémité des cérates est orange, elle est précédée d'un anneau violacé-orangé. Les rhinophores sont lisses et élancés. Les minces tentacules oraux sont environ un tiers plus grands que les rhinophores. Les cérates sont cylindriques mais semblent plus fins à leur base,. L'espèce se distingue également par sa longue queue et par l'absence de pigmentation sur la tête, le corps et les tentacules oraux. 

## Écologie
Hermaphrodite comme tous les nudibranches, la ponte de Pacifia goddardi consiste en des milliers d’œufs blancs agencés en une sorte de long ruban en dentelle ; cette disposition permet aux œufs de recevoir suffisamment d'oxygène,. Ces œufs deviennent ensuite des larves véligères.